# Rock FM

Logo bis 30. April 2024

Rock FM (bis 2024 Regenbogen 2) ist ein zu Radio Regenbogen gehörender Hörfunksender, der sich auf Rockmusik spezialisiert hat. Sein Schwerpunkt liegt auf Rockmusik der 1980er und 1990er Jahre, der Sender spielt aber auch alle anderen relevanten Dekaden. Der Sender hat dafür die regionalen UKW-Sendefrequenzen des Radiosenders sunshine live am 1. Juli 2016 übernommen.
Es wird ausschließlich Rockmusik gespielt. Die Zielgruppe des Senders sind Personen zwischen 30 und 59 Jahren. Nachrichten werden zur vollen Stunde ausgestrahlt. Rock FM wird von der LRM LokalRadio Mannheim GmbH veranstaltet. Diese gehört zu 100 % zur Radio Regenbogen GmbH & Co. KG.
Zum 1. Mai 2024 wurde der Sender in Rock FM umbenannt.

## Empfang
Das UKW-Sendegebiet reicht in nord-südlicher Richtung von Darmstadt bis Ludwigsburg und in ost-westlicher Richtung von Worms bis Würzburg.
| Sender     | Frequenz  | Sendeleistung | Sendegebiet                 |
| Weinheim   | 107,7 MHz | 0,1 kW        | Region Bergstraße           |
| Heidelberg | 106,1 MHz | 1,0 kW        | Metropolregion Rhein-Neckar |
| Wiesloch   | 107,1 MHz | 0,1 kW        | Region Wiesloch / Bruchsal  |
| Mudau      | 102,1 MHz | 25 kW         | Odenwald/Heilbronn          |

Rock FM ist seit Ende 2017 in weiten Teilen Baden-Württembergs auch über DAB+ auf dem Kanal 11B empfangen. 
Seit dem 1. März 2019 ist das Programm weltweit via Internetradio und App frei empfangbar. In der Metropolregion Rhein-Neckar wird es auch über Kabel verbreitet.
Am 1. Juli 2025 startete Rock FM auch im Saarland. Empfangbar ist der Sender dort über DAB+ Kanal 9C sowie per Web, App und Smart Speaker.

## Programm
Rock FM ist ein auf Rock- und Popmusik spezialisierter Lokalsender. Gesendet wird rund um die Uhr ein Mix aus Musik, Nachrichten, Verkehrsinformationen und Berichten aus der Region rund um Mannheim, Heidelberg und Heilbronn.
Die Moderatoren mit ihren Sendungen:
| Moritz Lange   | Rock FM mit Pfeffer und Lange von 6 bis 6, Meilensteine der Rockgeschichte (Freitags, 18 Uhr) |
| Mike Doetzkies | Rock FM Aftershow                                                                             |
| Daniel Kaiser  | Die Rock FM Nightlounge                                                                       |
| Bob Murawka    | Bob Murawka am Rockenende                                                                     |
| Conny Ferrin   | Conny Ferrin am Rockenende                                                                    |
| Martin Pfeffer | Rock FM mit Pfeffer und Lange von 6 bis 6 (Mo–Fr)                                             |

## Webstreams
Rock FM hat seinen Internet-Auftritt ausgebaut und bietet verschiedene Spartenmusik-Kanäle an.
- 70er Rock
- 80er Rock
- Classic Rock
- Christmas Rock
- Guns n’ Roses
- Indie Rock
- Metal
- Metallica
- modernrock
- Rollingstones
- Liedermacher
- Deutschrock
- Country
- 90er Rock
- Beatles

## Veranstaltungen
Rock FM veranstaltet regelmäßig Events für Rockfans wie das Rock-FM-Festival in Michelstadt, die Rock FM Rock Night in Mosbach und das Woodstockfestival in Neuleiningen. Eine Spezialität sind die Rockschuppen-Partys, der Comedy-Rockschuppen und Rockschuppen Live mit regionalen Tribute-Bands.